# كاثرين هارولد
كاثرين هارولد (بالإنجليزية: Kathryn Harrold)‏;(مواليد 2 أغسطس 1950 في فيرجينيا، الولايات المتحدة الأمريكية), مُمثِلة تلفزيون وسينما أمريكية, دخلت المجال الفني في عام 1976 ومثلت عدة أفلام مع أرنولد شوارزنيجر وفي 14 فبراير عام 1994، تزوجت كاثرين مِن المُمثِل لورانس أودونيل وأنجبت منه طفل في نفس السنة.

## وصلات خارجية
- كاثرين هارولد على موقع IMDb (الإنجليزية)
- كاثرين هارولد على موقع ألو سيني (الفرنسية)
- كاثرين هارولد على موقع أول موفي (الإنجليزية)
- كاثرين هارولد على موقع قاعدة بيانات الأفلام السويدية (السويدية)
- كاثرين هارولد على موقع إن إن دي بي (الإنجليزية)
- كاثرين هارولد على موقع قاعدة بيانات الفيلم (الإنجليزية)
- كاثرين هارولد على موقع كينوبويسك (الروسية)

- كاثرين هارولد في قاعدة بيانات الأفلام على الإنترنت.